# Limp Bizkit
I Limp Bizkit sono un gruppo musicale rap metal/nu metal statunitense, formatosi a Jacksonville nel 1994.
La loro formazione comprende Fred Durst (voce), Wes Borland (chitarra), Sam Rivers (basso), John Otto (batteria) e DJ Lethal (giradischi). Hanno acquisito popolarità tra la fine degli anni novanta e l'inizio degli anni duemila, per aver proposto il loro genere principale, nato in anni precedenti, in forma adeguatamente modernizzata.
Il gruppo diventò popolare con esibizioni nella scena underground di Jacksonville, a metà degli anni novanta, e firmò un primo importante contratto con la Flip Records, un'etichetta discografica sussidiaria di Interscope, per cui pubblicò nel 1997 il primo album in studio Three Dollar Bill, Yall$. Hanno acquisito popolarità in ambito mainstream con la pubblicazione dei due album in studio successivi, Significant Other (1999) e Chocolate Starfish and the Hot Dog Flavored Water (2000).
Sono stati tra i primi gruppi del genere nu metal a emergere dopo i suoi iniziatori Korn e Deftones e sono stati anche tra i primi ad ottenere successo. Hanno venduto più di 50 milioni di dischi, di cui 17 milioni nei soli Stati Uniti.

## Storia del gruppo

### Gli inizi (1994-1996)

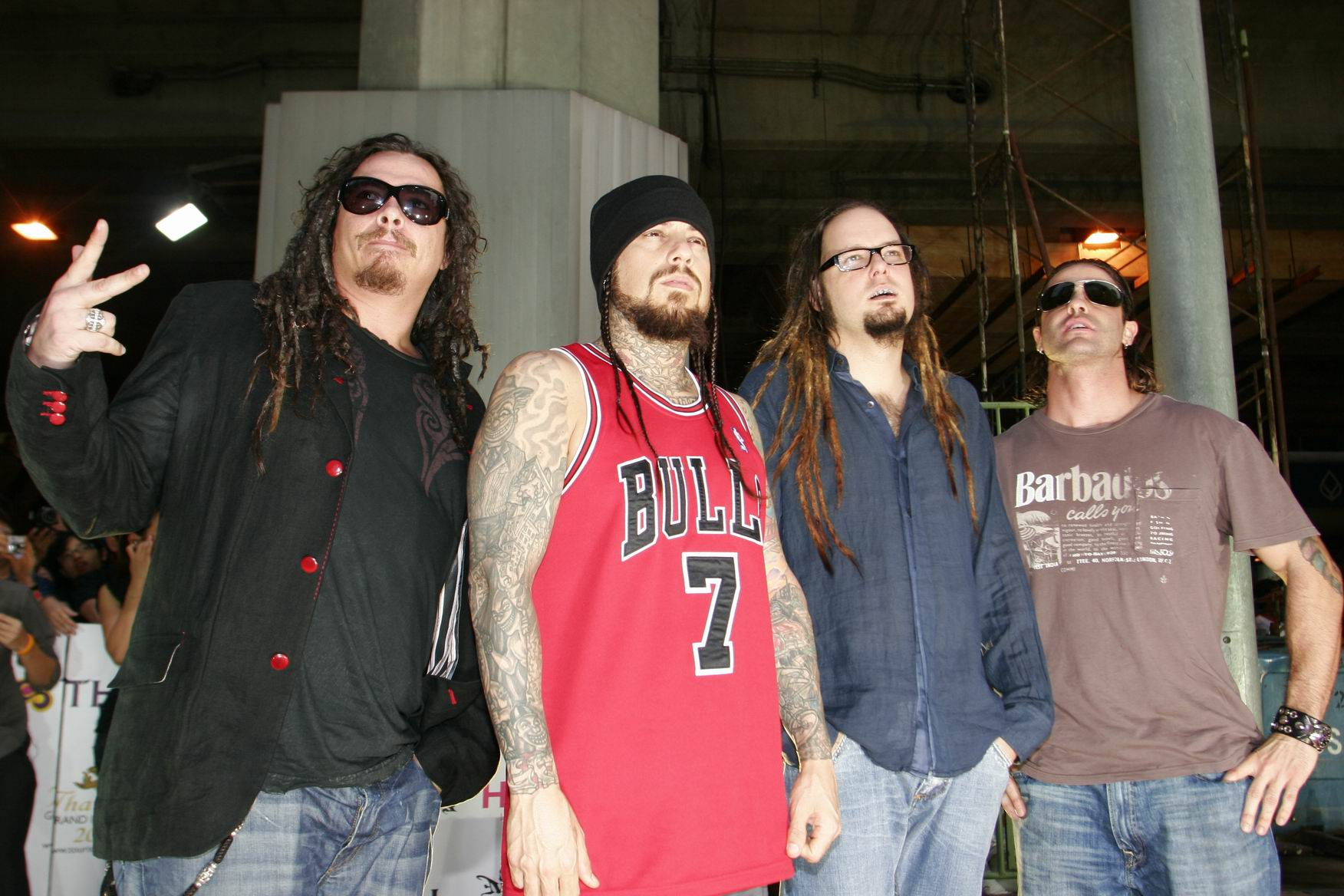
Furono i Korn a lanciare i Limp Bizkit.

Il cantante e fondatore Fred Durst, ex cadetto della marina militare statunitense cresciuto tra la Florida e la Carolina del Nord, iniziò molto giovane a dedicarsi ad attività musicali, ascoltando prevalentemente hip hop, heavy metal e punk rock, e cominciando a praticare break dance, rapping, beatboxing e una breve attività da disc jockey. Dopo la tarda adolescenza Durst, che aveva appena avviato un negozio di tatuaggi, sviluppò l'idea di fondare un gruppo musicale che proponeva canzoni rock con versi hip hop, esperienza già esistente che però non aveva, fino a quel momento, ancora acquisito connotazioni sistematiche. Durst diventò cantante per i gruppi Split 26, Malachi Sage e 10 Foot Shindig, e poi decise di mettersi in proprio. Durst coinvolse nei suoi nuovi progetti Sam Rivers, bassista dei Malachi Sage, dicendogli che "era arrivato il momento di far nascere un gruppo in grado di unire hip hop e rock, qualcosa che il grande pubblico non aveva ancora conosciuto, se non di sfuggita anni prima." Rivers accettò la proposta, si unì al gruppo e convinse Durst a far diventare batterista John Otto, cugino di Sam e studente di batteria jazz alla Douglas Anderson School of the Arts, che prima aveva suonato in locali avant garde. Durst, Rivers e Otto diedero vita al gruppo, che prima si rivolse a chitarristi temporanei, e poi raggiunse un assetto stabile con l'ingresso di Wes Borland.
Durst chiamò la nuova formazione Limp Bizkit, letteralmente "biscotto in ammollo"Soggy biscuit per ironia, "per far credere inizialmente al pubblico di essere un gruppo volgare e privo di capacità musicali, per poi rendersi conto che suonavano un genere che prima quasi nessuno conosceva." Altri nomi presi in considerazione da Durst furono Gimp Disco, Split Dickslit, Bitch Piglet e Blood Fart. Le etichette discografiche fecero in origine varie pressioni sul gruppo, perché cambiasse nome. Nei primi anni di carriera il gruppo sviluppò un seguito di culto nella scena musicale underground, soprattutto al Milk Bar, un circolo punk a Jacksonville, dove aprirono per i Sugar Ray. Il gruppo si rese subito conto che, per acquisire popolarità definitiva, dovevano esibirsi più possibile dal vivo. Dopo aver attratto il pubblico con un passaparola, il gruppo ebbe la possibilità di esibirsi in concerto, con le cover di "Faith" di George Michael e "Straight Up" di Paula Abdul, dando al chitarrista Borland di presentarsi in pubblico con costumi ironici e pittoreschi, che rappresentarono un aspetto significativo delle sue esibizioni.
Dopo alcuni tentativi falliti di ingresso nei grandi circuiti musicali,, la prima possibilità del gruppo giunse con un concerto dei Korn a Jacksonville. Durst invitò i Korn a prendere da bere con lui, ma anche a ricevere nuovi tatuaggi. Il cantante, durante la preparazione di un tatuaggio al bassista Reginald Arvizu, lo convinse ad ascoltare un demo, che conteneva le prime versioni dei brani "Pollution", "Counterfeit" e "Stalemate". Il gruppo di Bakersfield apprezzò il demo, e diede ai Limp Bizkit la possibilità di esibirsi in concerti più significativi, presentandoli a un nuovo pubblico. Il gruppo di Durst tentò di assumere un secondo chitarrista, ma Borland non approvò la decisione, e così entrò in formazione DJ Lethal, disc jockey del noto gruppo hip hop House of Pain. L'ingresso nel gruppo rappresentò per Lethal un'occasione per introdurre elementi strumentali esterni al rock, finendo per delineare le loro sonorità definitive.

### Three Dollar Bill, Yall$(1997-1998)

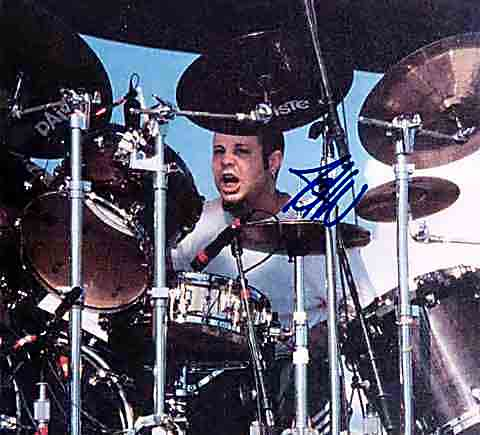
John Otto mentre suona la batteria.

In seguito all'esibizione di apertura per i Korn al locale Dragonfly, giudicata positivamente da pubblico e critica, i Limp Bizkit firmarono un contratto per la Mojo, etichetta sussidiaria della MCA Records. Durante il viaggio in California per la registrazione del primo album, il gruppo distrusse il proprio caravan. Uscito illeso dall'incidente, Durst contattò Borland e lo convinse a rientrare in formazione, dopo esserne uscito per poco tempo. Entrati in contrasto con la Mojo, i Limp Bizkit firmarono per Flip, etichetta sussidiaria di Interscope Records. Ross Robinson fu convinto dalla fidanzata e da Arvizu ad ascoltare il demo del gruppo emergente, e una volta resosi conto delle loro possibilità, decise di produrre il loro primo album in studio, registrato a Indigo Ranch. Tra le future tracce comparvero "Sour", ispirata da relazioni intime fallite del cantante, e una sessione ritmica improvvisata ispirata dal lavoro di Robinson, "Everything".
Nonostante l'iniziale contrarietà di Robinson e Borland, il gruppo decise di registrare per l'album anche una cover di "Faith" di George Michael, e alla fine il produttore fu convinto dall'inserimento di scratch di Lethal nel finale. Le sonorità del disco furono influenzate anche dai Tool, soprattutto nella traccia "Nobody Loves Me", in una parte della quale Durst imitò lo stile vocale di Maynard James Keenan.

Nel 1997 uscì Three Dollar Bill, Yall$. L'album non ottenne grandi risultati su Billboard, ma grazie ai numerosi tour del quintetto le sue vendite aumentarono costantemente. L'aumento divenne più rapido dopo che i Limp Bizkit, sulla scia dei loro mentori Korn, promossero i brani su MTV, ma anche con il Family Values Tour e l'Ozzfest. Così Three Dollar Bill, Yall$ arrivò al 25º posto in classifica. All'Ozzfest in particolare stupirono gli spettatori, con una scenografia a forma di un'immensa toilette. All'inizio dello show i cinque sbucarono dagli angoli del finto bagno, e Fred esclamò: 

I critici iniziarono a stroncarli non solo per questo, ma anche per il loro modo di dire 'Di voi proprio non ce ne freghiamo'. Sam Rivers disse in proposito, ad MTV Driven: 
 A suscitare l'interesse del pubblico fu anche la presenza scenica di Wes Borland, che già allora si truccava in modo ironico e pittoresco in concerti e video musicali.
Per promuovere l'album, l'etichetta Interscope propose al gruppo di cedere 5000 dollari a un'emittente radiofonica di Portland, in modo che trasmettesse il singolo "Counterfeit" almeno cinquanta volte, con un annuncio dell'avvenuto pagamento della trasmissione. I mezzi di comunicazione criticarono negativamente la sponsorizzazione del brano, considerandola una forma di "payola". L'impresario del gruppo Jeff Kwatinetz considerò però il progetto "una brillante operazione commerciale", e Durst in parte gli diede ragione. In seguito alla pubblicazione del singolo "Counterfeit", l'album Three Dollar Bill, Yall uscì il 1º luglio 1997, accolto con risposte tiepide. Stephen Thomas Erlewine, critico di AllMusic, scrisse "Forse hanno idee poco originali, ma ci sanno fare. Hanno una potente sezione ritmica e frammenti memorabili, concepiti per una composizione irregolare dei testi." L'album fu invece bocciato dal critico Robert Christgau. Nonostante gli inizi poco fortunati, Durst fu scelto all'epoca a ricoprire ruoli importanti in Interscope.
Il singolo d'esordio del gruppo fu Counterfeit, ma il vero successo arrivò con un'umoristica cover di Faith di George Michael. Questa canzone apparve anche nella colonna sonora del film Cose molto cattive (1998), diretto da Peter Berg ed interpretato da Cameron Diaz e Christian Slater. La loro versione di Faith fu arrangiata in soli 10 minuti. Three Dollar Bill Y'All ebbe un discreto successo, vendendo 3 milioni di copie in tutto il mondo, e negli Stati Uniti fu premiato dalla RIAA con 2 dischi di platino. A metà del 1998 Fred collaborò con i Korn al brano All In The Family, da Follow the Leader. L'album aveva anche un secondo disco, con 4 remix del demo per la canzone, e i video di interviste tra Fred, Wes e i Korn.
La band ideò all'epoca anche il tour Ladies Night in Cambodia. Fred si era accorto che molti giovani di sesso maschile arrivavano ai concerti, e voleva che vi fossero molte più ragazze. Così i Limp Bizkit permisero alle loro fan di passare liberamente alle loro esibizioni dal vivo, cosa mai fatta prima. Il tour che ne uscì fu di grande successo, e da allora anche molte ragazze parteciparono ai concerti del gruppo (anche se solo per quel tour ebbero accesso libero). Il set di queste esibizioni era rappresentato da una finta giungla (da cui 'Cambodia').
Inoltre Fred Durst allora aiutò ad emergere varie band, tra cui Staind, Cold, Puddle of Mudd e Taproot (che poi però rifiutarono di firmare per il cantante). Molti di questi artisti provano da allora ad affermarsi in modo indipendente, benché ammettano che i Limp Bizkit li abbiano in parte assistiti ed ispirati.

### Significant Other, prime controversie (1999)

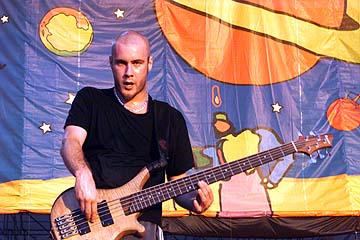
Sam Rivers mentre suona il basso al festival di Woodstock 1999.

Il 22 giugno 1999 i Limp Bizkit diedero alle stampe Significant Other, che fu il loro primo grande successo. L'album, prodotto da Terry Date, debuttò al primo posto di Billboard e ricevette giudizi positivi da fan e critici. Nella prima settimana vendette 834.000 copie, e ad oggi ne ha vendute 14.300.000. Il singolo di lancio Nookie entrò ai primi dieci posti delle classifiche rock e rap. Poco dopo furono pubblicati, quasi contemporaneamente, altri tre singoli - Break Stuff (premiato come miglior video rock agli MTV Video Music Awards del 2000), Re-Arranged e la collaborazione con Method Man N 2 Gether Now. Quest'ultimo ottenne grandi risultati all'inizio del 2000, ed arrivò con successo nelle classifiche rock e rap e su Billboard. Il disco fu accolto dalla critica specializzata con un gran numero di recensioni positive.
Nell'estate dello stesso anno, il gruppo suonò al festival Woodstock 1999. Durante lo svolgimento dell'evento si susseguirono tuttavia diversi episodi di violenza, la maggior parte dei quali ebbero luogo durante e dopo la loro performance. Scoppiarono varie risse mentre i Bizkit suonavano Break Stuff e furono riportati diversi casi di molestie sessuali e stupri. Durst fu criticato per avere aizzato la folla a scatenarsi. Durante l'esecuzione della canzone Nookie Durst esclamò dal palco: «È ora di lasciarvi andare, perché non ci sono fottute regole là fuori».
Nel corso di un'intervista successiva, Durst disse: «Non ho visto nessuno farsi male. Non lo vedi. Quando sei su un palco davanti a una marea di gente, e senti la tua musica, come si aspettano che vediamo se sta accadendo qualcosa di brutto?». 
Il giorno successivo vi furono altri incendi e saccheggi mentre si esibivano i Red Hot Chili Peppers.
Fred Durst ha dichiarato a più riprese che non volevano procurare alcun danno al concerto. Perciò il video per Re-Arranged inquadrava i Limp Bizkit sotto processo e puniti per il trambusto di Woodstock.
Nello stesso periodo iniziarono le controversie sulla band. Durst in particolare rimase coinvolto in faide verbali con Trent Reznor dei Nine Inch Nails (che indussero a pensare che il cantante usasse metodi “mafiosi” nell'industria musicale), gli Slipknot, Zakk Wylde, Eminem, i Placebo e Bruce Dickinson degli Iron Maiden, ed ebbe anche scontri fisici con Scott Stapp dei Creed.

### Chocolate Starfish and the Hot Dog Flavored Water(2000)
Il 17 ottobre 2000 uscì Chocolate Starfish and the Hot Dog Flavored Water, di cui furono vendute più di un milione di copie negli Stati Uniti durante la prima settimana di uscita, e che in totale ne ha vendute più di 18 milioni. Il disco fu lanciato dal singolo Take a Look Around, già nella colonna sonora di Mission: Impossible 2. Seguirono Rollin' (Air Raid Vehicle) (che fu premiato come miglior video musicale del 2000), accompagnato da un video girato al World Trade Center, e My Generation. Una hit minore fu il remix di Rollin' , con Method Man, Redman e DMX. Il quarto singolo, My Way, fu usato come brano di apertura per WrestleMania X-Seven. Come ultimo singolo venne scelto Boiler, tramite un sondaggio ai fan sul sito ufficiale.
Malgrado il suo successo commerciale, l'album ricevette giudizi mediocri da molti critici. Alla fine del 2000 il gruppo partì per il tour Back to Basics, sponsorizzato da Napster.
In un'intervista nel 2001, Borland sostenne di non essere per nulla soddisfatto del suo lavoro con i Bizkit. Nell'estate dello stesso anno li lasciò e cominciò a lavorare con i Big Dumb Face. Non pochi espressero disappunto per questa sua separazione, dato che Wes era molto stimato per la tecnica chitarristica e la presenza scenica.

### Big Day Out eNew Old Songs(2001)

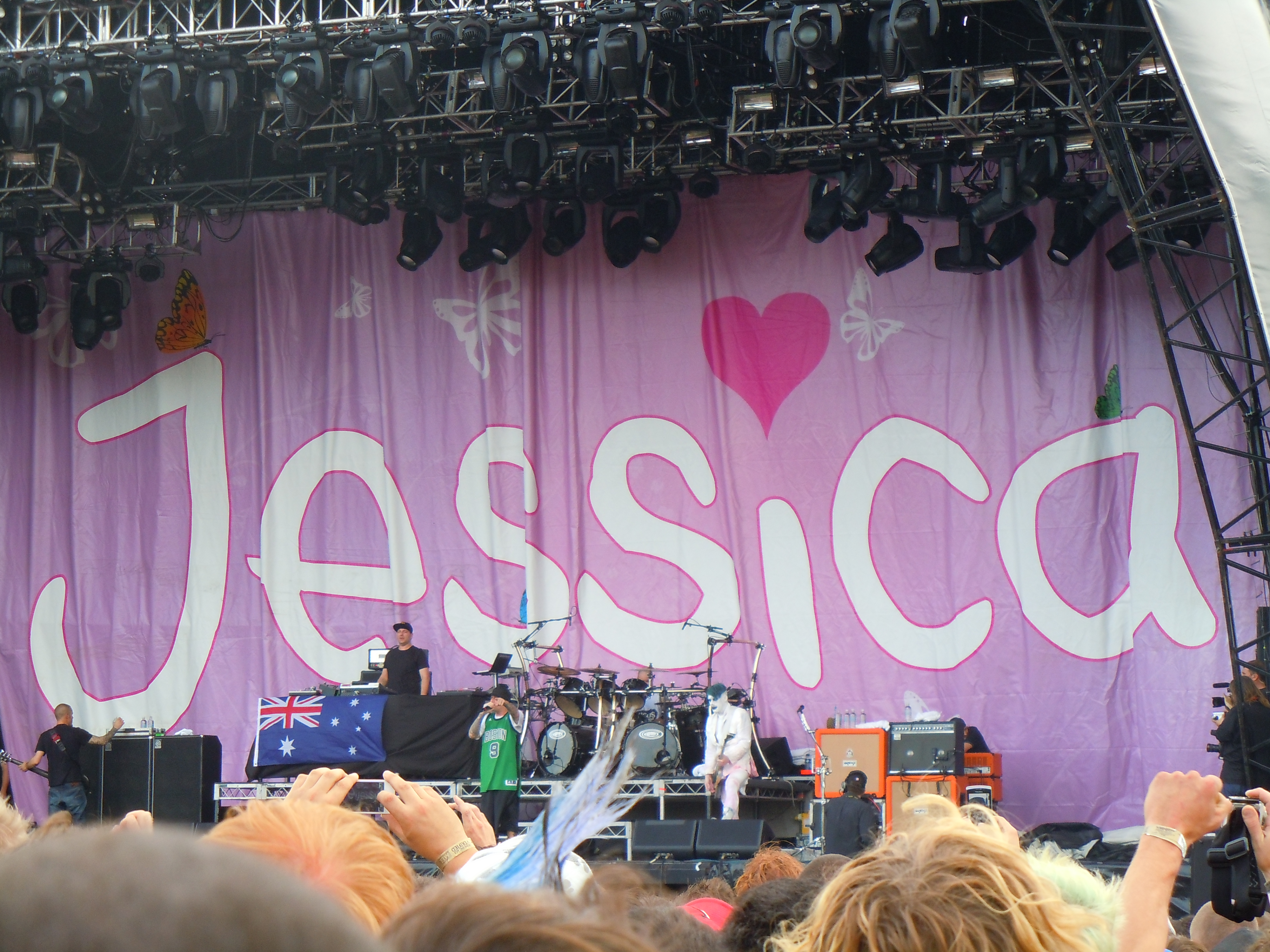
I Limp Bizkit in concerto a Melbourne il 2 marzo 2012; non tornavano più in Australia da 11 anni, da quando era avvenuta la morte della ragazza Jessica Michalik ad un loro concerto. Lo striscione con scritto Jessica è un omaggio della band alla ragazza scomparsa.

Nel 2001 i Limp Bizkit parteciparono anche al festival Big Day Out, a Sydney (Australia). Durante la loro esibizione, la giovane Jessica Michalik fu colpita da un attacco cardiaco mentre i fan correvano e saltavano in platea. I responsabili della sicurezza e i testimoni sostennero che Fred Durst avesse raccomandato agli spettatori di agitarsi con più violenza possibile, senza però riuscire a calmarli. Jessica fu dichiarata clinicamente morta dopo che i buttafuori l'avevano fatta uscire dal concerto; riprese però conoscenza con pompaggio di aria nei suoi polmoni, e con un'iniezione cardiaca di epinefrina da parte dei paramedici. Dopo essere stata condotta con urgenza al Sydney's Concord Hospital, vi morì poche ore dopo. Durst rilasciò al riguardo dichiarazioni contraddittorie al programma TV Access Hollywood: disse di "essersi recato al capezzale di Michalik" e di "aver espresso cordoglio con i suoi genitori per la vicenda", mentre la polizia sosteneva che "il cantante non avesse fatto nulla". Trenta fan furono curati per ferite minori nelle tende mediche del festival.
Durst si rifiutò di volare verso l'Australia, per non sostenere in tribunale il processo sulla morte della ragazza. Diceva di essere un "passeggero ansioso" e "che non avrebbe potuto includere questa vicenda nei propri programmi", anche se chiamò a testimoniare alcuni manager del suo gruppo. Durante l'udienza dichiarò, via connessione video dagli Stati Uniti, che aveva avvertito gli organizzatori del concerto e il promotore Vivian Lees dei potenziali pericoli per ogni misura minima di sicurezza; inoltre disse che i Limp Bizkit stessi "si sarebbero ritirati" se ciò non fosse stato fatto in modo appropriato. Gli avvocati del Big Day Out tentarono di dare torto ai Limp, perché non smettevano di suonare prima di ricevere notizie dell'accaduto. Chitarrista, bassista e batterista si erano fermati, ma DJ Lethal continuava a trasmettere un loop creato al computer. Oltre a dichiarare che Lethal aveva smesso anche lui prima di attaccare l'interludio, Durst ammise che quel loop sarebbe servito a calmare la folla.
La corte d'appello concluse che la band "avrebbe potuto fornire più aiuti in sforzi per soccorrere la ragazza". Le pratiche di sicurezza dipendenti dall'azienda organizzatrice del festival, la Creative Entertainment Australia, subirono le accuse più infamanti. Dopo aver visto i video della vicenda ed ascoltato i testimoni, il pubblico ufficiale Milledge disse peraltro che c'era una densità pericolosa di folla, sullo stage del concerto.

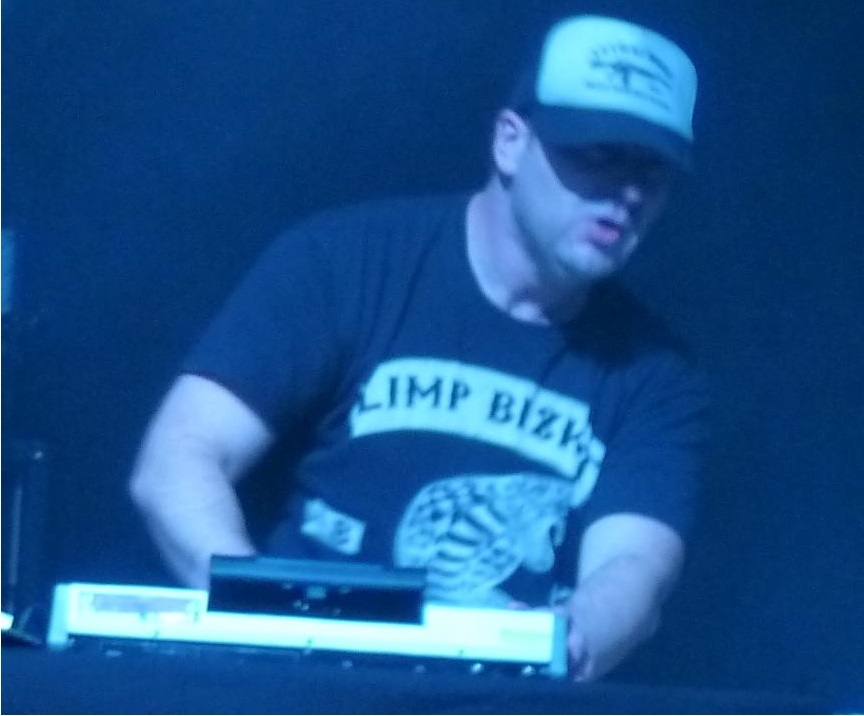
DJ Lethal in concerto nel 2011.

Con la perdita nell'estate del 2001 del chitarrista Wes Borland, i Limp Bizkit pensarono che fosse meglio, per intrattenere i fan, pubblicare un disco con le loro canzoni in versione remix. E così il 4 dicembre 2001 uscì New Old Songs. Il disco era etichettato come gli altri tre dalla Flip/Interscope. L'album andò discretamente: vendette 2.000.000 di copie e si classificò al numero 17 nelle classifiche statunitensi, e riuscì perfino ad essere premiato come disco d'oro. Nella Billboard 200 il disco si classificò al 26º posto, e fu trainato da un unico singolo, cioè un remix di My Way realizzato da William Orbit. Al disco parteciparono anche P.Diddy e i Neptunes.

### Results May Vary(2002-2003)
Nel 2002 i Limp Bizkit aprirono le audizioni "Put Your Guitar Where Your Mouth Is", per la ricerca del nuovo chitarrista. Durst annunciò all'inizio che voleva chiamare una donna o più di due nuovi membri alle chitarre. Alle audizioni vi arrivarono in centinaia, ma vi fu anche qualche controversia perché si diceva che tutti i concorrenti dovevano firmare un documento che riconosceva ai Limp Bizkit la totale proprietà dei loro riff. Fred Durst disse sul sito ufficiale del gruppo che era solo una procedura formale, così che le somiglianze di ogni persona potessero essere usate in un eventuale documentario. Ad ogni partecipante fu permesso solo un minuto di prova. In finale arrivarono Monte Lee Pittman, Anousch e Jonas Anderson. Anche Christopher Arp degli Psyopus partecipò alle audizioni, come ha sostenuto alla rivista Terrorizer. Eddie Van Halen, amico del gruppo, provò per scherzo a suonare per loro.

Il 7 marzo 2003 i Limp Bizkit annunciarono che si sarebbero di nuovo esibiti dal vivo, a WWE WrestleMania XIX (tenutosi il 30 marzo). Continuarono inoltre ad apparire in concerto, anche senza chitarrista. Sul sito ufficiale Durst scrisse in seguito: 
(Fred Durst)

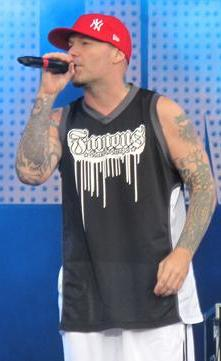
Fred Durst durante un concerto nel 2011.

Insieme ad Head i Limp Bizkit suonarono all'evento l'inedita Crack Addict, che contrariamente ad alcune voci non entrò a far parte del loro quarto album.
Allora Durst parlò di molte collaborazioni con altri chitarristi, per le canzoni sull'album. Tra questi vi furono Rivers Cuomo dei Weezer, Page Hamilton degli Helmet, Al Jourgensen dei Ministry e Brian Welch dei Korn. Quest'ultimo scrisse in parte il testo di Build a Bridge e vi suonò la chitarra, mentre gli altri non furono chiamati.
Per motivi ancora ignoti, i finalisti di "Put Your Guitar Where Your Mouth Is" furono scartati a favore di Mike Smith. Inoltre il gruppo accorciò il proprio logo in limpbizkit, primo dei loro temporanei cambiamenti di stile.
In estate partirono per il Summer Sanitarium Tour 2003, insieme a Metallica, Linkin Park, Mudvayne e Deftones.
Prima dell'uscita del nuovo album, avevano già scritto canzoni nuove. Con Mike Smith alla chitarra, il gruppo decise di tornare in studio per registrare altri brani. Dopo vari rinvii e cambi di titolo, il 23 settembre 2003 uscì Results May Vary, con Smith e il bassista Rivers a dividersi la chitarra. Il disco ebbe un medio successo, vendendo 5.000.000 di copie nel mondo. Negli USA fu premiato con un disco di platino e rimase in classifica per quattro settimane. Molte canzoni di Results May Vary erano ballate oppure non avevano parti rappate, cosa non molto apprezzata né dai fan né dai critici. I giudizi furono però anche altalenanti, positivi da Rolling Stone e negativi da Playlouder. Yahoo! Launch lo etichettò come 'uno sguardo atterrito nella cultura vuota del XXI secolo', ed All Music Guide lo accusò di 'completa mancanza di forma e direzione sonora'. Il singolo di lancio fu Eat You Alive, che arrivò al 20º posto in classifica accompagnato da un video con gli attori Thora Birch e Bill Paxton. Il singolo Behind Blue Eyes, cover di un celebre brano degli Who, ebbe successo moderato in radio con un video al quale partecipò anche Halle Berry e venne utilizzato come colonna sonora nel film Gothika. Build a Bridge fu il brano di entrata per il programma tv Survivor Series pay-per-view nel novembre del 2003, ma a causa dell'abbandono di Smith non uscì ufficialmente come singolo. La canzone "Almost Over", anche se non pubblicata come singolo, arrivò al 40º posto delle classifiche rock. Allo stesso periodo risalgono anche gli inediti Just Drop Dead, Armpit, Let It Go e Shot, e la reinterpretazione di Welcome Home (Sanitarium) dei Metallica (suonata durante l'edizione di MTV Icon a loro dedicata).
Durante un concerto a Milano nel 2004 reinterpretarono dal vivo "You Know You're Right" dei Nirvana, in memoria del decennale della scomparsa di Kurt Cobain.

### The Unquestionable Truth (Part 1)eGreatest Hitz(2004-2005)

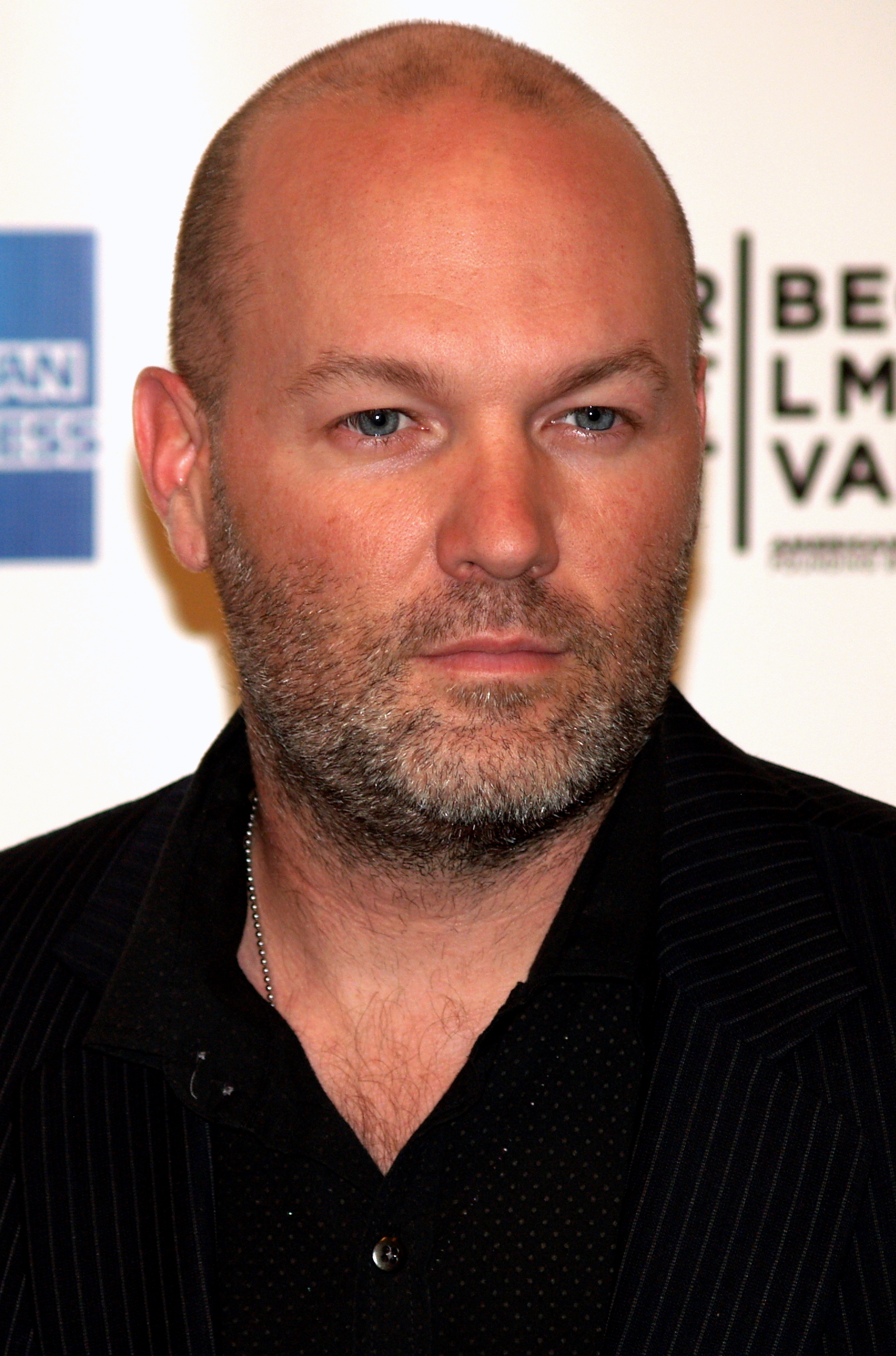
Fred Durst al film festival di Tribeca nel 2008.

Nel luglio del 2004 iniziarono a girare varie voci, sul ritorno nel gruppo di Wes Borland, poi confermate. L'8 luglio un fan site rilasciò una dichiarazione ufficiale secondo cui Borland stava con i Limp Bizkit a registrare materiale nuovo, a Londra. Sul loro sito ufficiale apparvero anche delle foto che mostravano i cinque di nuovo insieme al lavoro, e fu disponibile anche un video in studio in cui eseguivano The Truth. Durst disse del ritorno di Borland:
(Fred Durst.)
A quel punto ripresero anche la loro denominazione originale.
Due mesi prima della pubblicazione di The Unquestionable Truth (Part 1), un video porno artigianale con Fred Durst fu diffuso illegalmente su Internet. Il gruppo dei T Mobile Terrorist si dichiarò responsabile della vicenda, ma poi Durst disse ad MTV che era stato notato da "un uomo passato a riparare il suo computer", che poi copiò il video e lo diffuse in rete. Un'azienda chiese al cantante se voleva vendere ufficialmente il film, ma poi Durst si rifiutò ed intraprese un'azione legale contro l'hacker.
Il gruppo tornò in studio con Ross Robinson, che aveva già prodotto Three Dollar Bill, Yall$. Insieme realizzarono The Unquestionable Truth (Part 1). Il batterista John Otto contribuì ad una sola traccia per motivi personali, mentre al resto lavorò Sammy Siegler.
The Unquestionable Truth (Part 1) fu pubblicato il 2 maggio 2005 senza effettuare alcun tipo di pubblicità. Proprio per questo il disco vendette poco più di 1.000.000 di copie, ed arrivò al numero 24 di Billboard. La RIAA non lo certificò né come disco d'oro né di platino. Ha anche ricevuto critiche mediocri, ed alcuni accusavano Durst di imitare Zack de la Rocha, cantante e rapper dei Rage Against the Machine.
L'8 novembre 2005 uscì Greatest Hitz. La raccolta conteneva i singoli più noti del gruppo floridiano, dai primi 4 album; vi era anche un DVD, in cui c'erano i video per quasi tutti i loro brani più noti. L'album ebbe un'elevata promozione da parte della loro etichetta, anche se a più riprese Durst ha sostenuto che non aveva alcuna voglia di pubblicare un greatest hits. La raccolta arrivò 47ª in classifica, vendendo più di 2.000.000 di copie; nella sua lista tracce c'erano anche Why e Lean On Me, scartate da Results May Vary a favore di canzoni più abrasive, e un medley tra Bittersweet Symphony dei Verve ed "Home Sweet Home" dei Mötley Crüe, che come singolo non ebbe molto successo.

### Il dissidio tra Wes Borland e il gruppo (2006-2008)

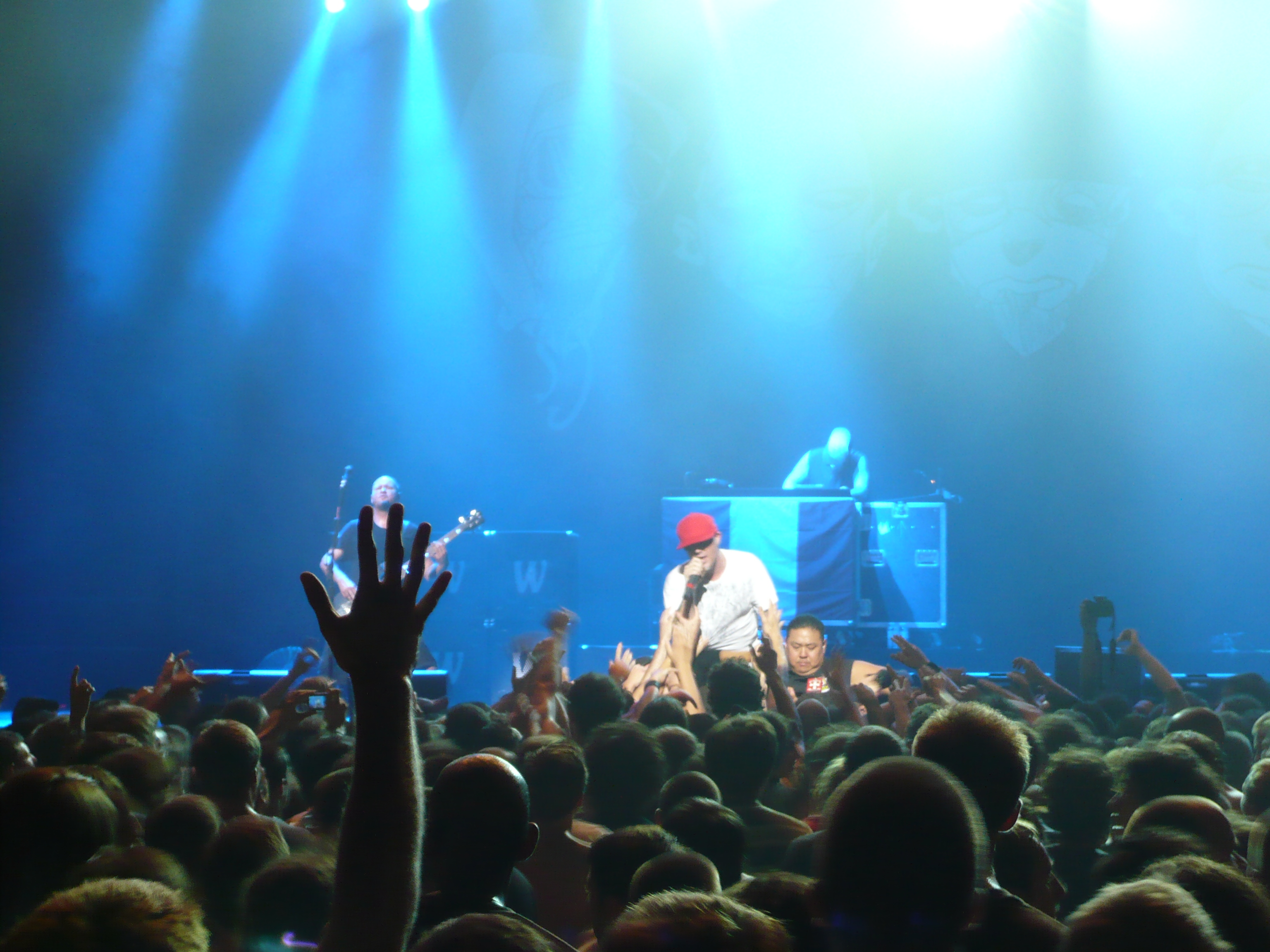
I Limp Bizkit durante un concerto a Parigi nel 2009.

Wes Borland aveva parlato numerose volte dei Limp Bizkit, anche in un'intervista ad MTV nel marzo del 2006: lì annunciò che il gruppo era in 'silenzio prolungato'. In altre occasioni aveva dato la falsa notizia del loro scioglimento e che non avrebbero pubblicato The Unquestionable Truth (Part 2). A sorpresa Durst e il resto della band smentirono pesantemente le dichiarazioni di Borland, iniziando guerre verbali sul futuro del gruppo floridiano. Il cantante assicurò alla stampa che The Unquestionable Truth Part 2 sarebbe uscito e che i Bizkit avrebbero promosso l'album con un altro tour, ma con canzoni non tutte suonate insieme al loro ex chitarrista.
Durante il periodo seguente, cioè tra il 2006 e il 2009, tutti i componenti della band si sono dedicati a progetti personali.
Fred Durst è diventato regista, coronando così il sogno della sua vita, dirigendo due film intitolati The Education of Charlie Banks (vincitore del Tribeca Film Festival) e The Longshot (con Ice Cube).
DJ Lethal con gli ex House of Pain ha creato un nuovo progetto hip hop, chiamato La Coka Nostra.
John Otto insieme a degli amici e musicisti ha fondato gli Stereochemix e ha anche collaborato al progetto solista di Scooter Ward (cantante dei Cold), intitolato The Killer and the Star.
Sam Rivers ha continuato la sua attività di produttore nella città di Jacksonville, partecipando a qualche live dei Burn Season.
Wes Borland invece ha potuto creare il gruppo dei suoi sogni, dandogli il nome di Black Light Burns, un progetto industrial rock/metal che lo vede come unico membro fisso della band.
All'inizio del 2008 si è iniziato a parlare di un possibile ritorno di Wes Borland nei Limp Bizkit, smentito seccamente dal diretto interessato, salvo poi smentire quelle dichiarazioni annunciando il ritorno ufficiale nel gruppo.

### Gold Cobra(2009-2012)

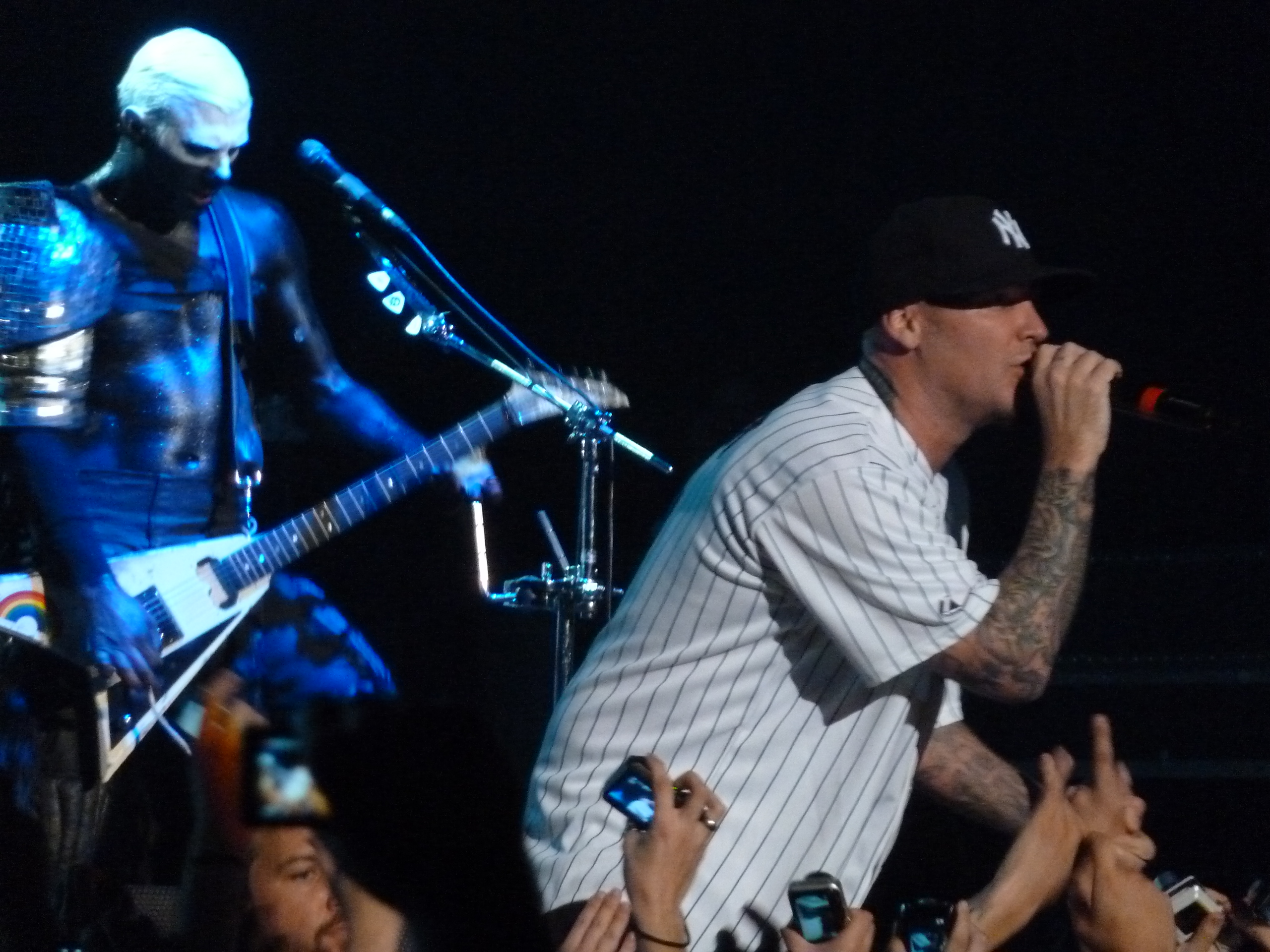
I Limp Bizkit in Cile per il tour di Gold Cobra nel 2011, nella foto si vedono Fred Durst e Wes Borland

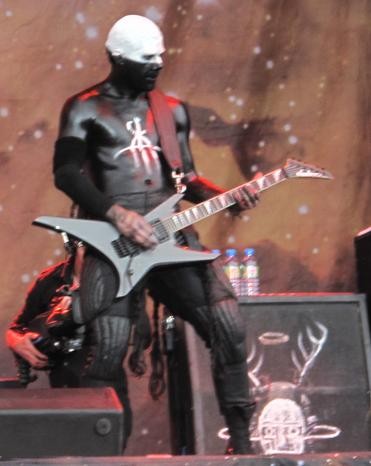
Borland nel tour per Gold Cobra nel 2011

Il 31 marzo del 2008 esce il secondo DVD dei Limp Bizkit, intitolato Rock im Park 2001, il loro primo DVD live, dove si esibiscono in uno dei loro più famosi concerti, quello del Rock im Park in Germania del 2001.
Il 12 febbraio 2009 i Limp Bizkit hanno annunciato il proprio ritorno con la formazione originale, Wes Borland compreso, a grande sorpresa. La band ha così annunciato che uscirà un nuovo album con un nuovo tour, a partire dalle tappe in Europa (Rock Am Ring) nel periodo estivo. I Limp Bizkit sono stati in Italia a giugno in occasione del Rock In Idrho.
Il 27 ottobre 2009 Fred Durst ha aggiornato i fan sulla realizzazione del nuovo album, definendolo "il nostro album che creerà più dipendenza" e premettendo un nuovo tour mondiale.
Il 30 novembre 2009 il gruppo annunciò il titolo del prossimo album Gold Cobra, che all'inizio doveva essere pubblicato nell'estate del 2010,, il cantante Fred Durst ha affermato su Twitter che l'album doveva essere pubblicato ufficialmente il 7 giugno 2011; il disco è stato successivamente pubblicato il 28 giugno. L'album ottenne però scarso successo, ma anche critiche miste.
Il 24 febbraio 2012 i Limp Bizkit hanno firmato un nuovo contratto con la Cash Money Records, casa discografica hip hop che ha come nomi importanti quello di Busta Rhymes, Lil' Wayne e T-Pain. Nel maggio del 2012 DJ Lethal viene licenziato dal gruppo per gravi divergenze col resto della formazione, per poi riunirsi ai Limp Bizkit nell'ottobre dello stesso anno dopo aver chiesto pubblicamente le sue scuse nell'ottobre 2012. Tuttavia viene nuovamente licenziato poche settimane più tardi.

### Stampede of the Disco ElephantseStill Sucks(2013-presente)
Nel 2013 viene annunciato che il gruppo è al lavoro al suo settimo album in studio, intitolato Stampede of the Disco Elephants, con il produttore Ross Robinson, già produttore del loro album di debutto e di The Unquestionable Truth (Part 1). Il disco verrà pubblicato sotto la Cash Money Records, con cui la band ha firmato nel 2012 dopo la rottura con la Interscope.
Il 24 marzo viene pubblicato il singolo Ready to Go, realizzato in collaborazione con Lil Wayne. Nell'aprile 2013 i Limp Bizkit annunciano un piccolo tour nordamericano ed europeo di 34 date. L'11 dicembre è stato pubblicato il video di un altro brano inedito, Lightz, mentre nel mese di agosto 2014 è stato pubblicato per il download digitale il singolo Endless Slaughter.
Il 17 marzo 2018 DJ Lethal ritorna sul palco col gruppo durante un concerto in Nuova Zelanda.
Nel giugno del 2021 Borland ha confermato la lavorazione del nuovo album in studio, ma ha citato anche le difficoltà incontrate in fase di registrazione, che ne hanno impedito la pubblicazione più volte.
Nel mese di giugno dello stesso anno iniziano un tour americano annunciando Brandon Pertzborn (Marilyn Manson, Black Flag, Danzig) alla batteria in temporanea sostituzione di John Otto, senza specificarne il motivo. Lo storico batterista del gruppo non appare nelle immagini promozionali del tour ma risulta ancora membro effettivo.
Il 29 ottobre, sulla loro pagina Instagram, i Limp Bizkit annunciano il nuovo album in studio Still Sucks, con data di pubblicazione il 31 ottobre 2021.

## Stile musicale
La musica dei Limp Bizkit è ritenuta nu metal e rap metal, anche se più volte il cantante ha detto di voler sperimentare molti stili sonori differenti.
Le parti vocali rap sono presenti in quasi tutti i loro album, esclusa gran parte delle tracce di Results May Vary. I testi sono scritti quasi tutti da Fred Durst e parlano, in genere, delle difficoltà affrontate dal cantante nel proprio tentativo di affermazione, sia personale che musicale.
Il gruppo cita come propri ispiratori Red Hot Chili Peppers, Jane's Addiction, Guns N' Roses, Run DMC, Metallica, Rage Against the Machine, Suicidal Tendencies, Tool, Faith No More, Living Colour, Primus, Nirvana, Beastie Boys, Mr. Bungle e Korn.

## Formazione

### Formazione attuale
- Fred Durst – voce (1994-presente)
- Wes Borland – chitarra (1995-2001, 2004-2006, 2009-presente)
- Sam Rivers – basso (1994-presente)
- John Otto – batteria (1994-presente)
- DJ Lethal – giradischi, tastiera, campionatore (1996-2012, 2018-presente)

### Turnisti
- DJ Skeletor – giradischi (2012-2018)
- Brandon Pertzborn - batteria (2021)

### Ex componenti
- Rob Waters – chitarra (1994)
- Terry Balsamo – chitarra (1995)
- Mike Smith – chitarra (2003-2004)

## Discografia

### Album in studio
- 1997 – Three Dollar Bill, Yall$
- 1999 – Significant Other
- 2000 – Chocolate Starfish and the Hot Dog Flavored Water
- 2003 – Results May Vary
- 2005 – The Unquestionable Truth (Part 1)
- 2011 – Gold Cobra
- 2021 – Still Sucks

### Album dal vivo
- 2008 – Rock im Park 2001

### Album di remix
- 2001 – New Old Songs

### Raccolte
- 2005 – Greatest Hitz

## Riconoscimenti
Nomine ai Grammy Award
- 2000 - Miglior interpretazione hard rock, Nookie (dall'album Significant Other)
- 2001 - Miglior interpretazione hard rock, Take a Look Around (dall'album Chocolate Starfish and the Hot Dog Flavored Water)

MTV Video Music Awards
- 2000 - Miglior video rock, Break Stuff
- 2001 - Miglior video rock, Rollin' (Air Raid Vehicle)

MTV Europe Music Awards
- 2001 - Miglior gruppo
- 2001 - "The Web Award"
- 2001 - Miglior album, Chocolate Starfish and the Hot Dog Flavored Water

## Apparizioni dei Limp Bizkit in altri video musicali
- Fred Durst - Dope D.O.D., "Gatekeepers"
- Fred Durst - Avril Lavigne, "Complicated (al minuto 0:53)"
- Fred Durst - Lil' Bow Wow ft. Snoop Dogg, "Bow Wow (That's My Name)"
- Fred Durst - Cold, "Give"
- Fred Durst - Eminem, "The Real Slim Shady"
- Fred Durst - Korn, "Falling Away from Me"
- Fred Durst - Korn, "Got the Life"
- Fred Durst - Methods of Mayhem, "Get Naked"
- Fred Durst - Puddle of Mudd, "Control"
- Fred Durst - Soulfly, "Bleed"
- Fred Durst - Staind, "Home"
- Fred Durst - Staind, "Outside (Live)"
- Fred Durst - Staind, "Just Go"
- Fred Durst - 8Ball, "Quit Playin Games"
- Fred Durst - Artists Against AIDS Worldwide, "What's Going On"
- Fred Durst - Kid Rock, "Bawitdaba"
- Mike Smith - Britney Spears, "I Love Rock 'n Roll"
- Mike Smith - Five for Fighting, "Easy Tonight"
- Mike Smith - Staind, "Outside"
- Wes Borland - The Crystal Method, "Born Too Slow"
- Wes Borland - The Crystal Method, "Weapons of Mass Distortion"
- DJ Lethal - Dilated Peoples, "Worst Comes to Worst"
- DJ Lethal - La Coka Nostra, "That's Coke"
- DJ Lethal - Mr. Hyde, Ill Bill, Q-Unique, "Killer Collage"

### Enciclopedie
- (EN) AA.VV., Guitar World Presents Nu-Metal, Hal Leonard Publishing Corporation, 2002, ISBN 0-634-03287-9, ..
- Riccardo Bertoncelli, Cris Thellung, Ventiquattromila dischi. Guida a tutti i dischi degli artisti e gruppi più importanti, Baldini Castoldi Dalai, 2006, ISBN 978-88-6018-151-0, ..
- (EN) Peter Buckley, The rough guide to rock, Rough Guides, 2003, ISBN 1-84353-105-4, ..
- Tommaso Iannini, Nu metal, Giunti Editore, 2003, ISBN 88-09-03051-6, ..
- (EN) Joel McIver, Nu-metal: The Next Generation of Rock & Punk, Omnibus Press, 2002, ISBN 0-7119-9209-6, ..

### Testi monografici
- (EN) Colin Devenish, Limp Bizkit, St. Martin's Griffin, 2000, ISBN 0-312-26349-X, ..
- (EN) Doug Small, The Story of Limp Bizkit, Omnibus Press, 2000, ISBN 0-8256-1757-X, ..